# Thomas Wharton, I marchese di Wharton
Thomas Wharton, I Marchese di Wharton (agosto 1648 – 12 aprile 1715) è stato un nobile, politico e libertino inglese.

## Biografia
Figlio di secondo letto di  Philip Wharton, IV Barone di Wharton, fu membro del Parlamento inglese per diciassette anni dove capeggiò l'opposizione Whig alla politica assolutistica e filo-cattolica di Giacomo II.
Thomas Wharton fu un noto libertino: nel 1682 si racconta fece irruzione nottetempo in una chiesa per compiervi atti sacrileghi.